# Seb Castang
Sebastian-John Castang (* 14. Juni 1980 in Cambridge, Cambridgeshire, England) ist ein britischer Schauspieler.

## Leben
Seb Castang wurde 1980 in Cambridge geboren und ist dort aufgewachsen. Später studierte Castang in London. Seine erste Rolle erhielt er als Josh Alexander in der britischen Fernsehserie Night and Day, die er in 48 Episoden verkörperte. Im Anschluss spielte Castang für 36 Episoden den Charakter Jake Walker in der Fernsehserie Family Affairs. Als DJ X sah man ihn 2010, in der Horror-Komödie Lost Boys: The Thirst neben Corey Feldman und Tanit Phoenix, einer Direct-to-Video-Produktion. Neben Feldmann und Edward Furlong sah man Seb Castang 2013 in The Zombie King, einer weiteren Horrorkomödie.

## Filmografie (Auswahl)
- 2001–2003: Night and Day (Fernsehserie, 48 Episoden)
- 2003–2005: Family Affairs (Fernsehserie, 36 Episoden)
- 2010: Lost Boys: The Thirst
- 2013: The Zombie King